# Anderson Montague-Barlow

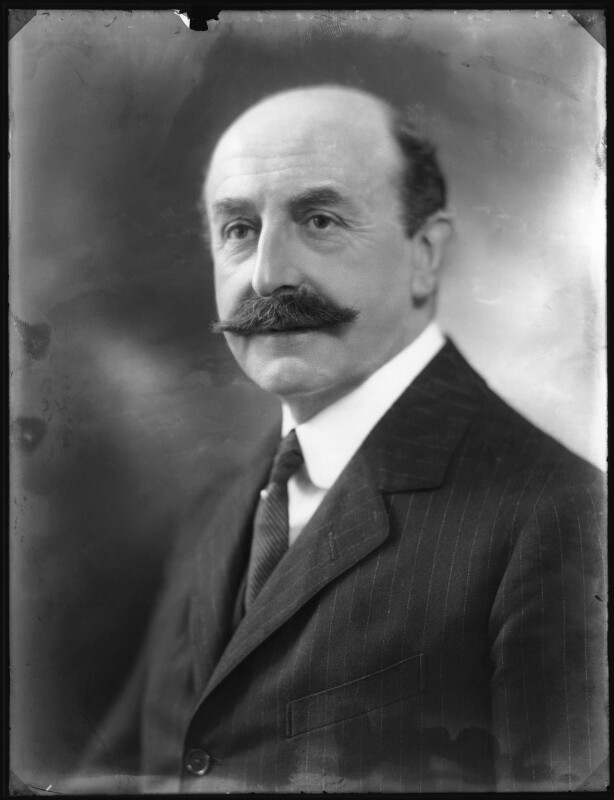
Anderson Barlow

Clement Anderson Montague-Barlow, 1. Baronet, KBE, PC (Geburtsname: Clement Anderson Barlow; * 28. Februar 1868; † 31. Mai 1951) war ein britischer Politiker der Conservative Party, der unter anderem zwischen 1910 und 1923 Mitglied des Unterhauses (House of Commons) sowie von 1922 bis 1924 Arbeitsminister war.

## Leben
Clement Anderson Barlow absolvierte ein Studium der Rechtswissenschaften an der University of Cambridge, das er mit einem Master of Laws (LL.M.) beendete. Er erwarb zudem einen Doktor der Rechte (LL.D.) und ließ sich nach seiner anwaltlichen Zulassung als Barrister nieder. Bei der Unterhauswahl im Dezember 1910 wurde er im Wahlkreis Salford South erstmals zum Mitglied des Unterhauses (House of Commons) gewählt und vertrat in diesem bis zum 6. Dezember 1923 die Conservative Party. Am 1. Januar 1918 wurde er zum Knight Commander des Order of the British Empire (KBE) geschlagen, so dass er fortan den Namenszusatz „Sir“ führte.
In der Regierung Lloyd George übernahm Anderson Barlow am 20. April 1920 den Posten als Parlamentarischer Staatssekretär im Arbeitsministerium (Parliamentary Secretary to the Ministry of Labour) und bekleidete dieses Amt bis zum 23. Oktober 1922. Im darauf folgenden Kabinett Bonar Law wurde er am 23. Oktober 1923 Arbeitsminister (Minister of Labour) und verblieb in dieser Position vom 22. Mai 1923 bis zum 23. Januar 1924 auch in der ersten Regierung Baldwin. Zugleich wurde er am 2. November 1922 Mitglied des Geheimen Kronrates (Privy Council). Nach seinem Ausscheiden aus dem Unterhaus wurde er am 24. Mai 1924 zum 1.Baronet Montague-Barlow, of Westminster, in der Baronetage of the United Kingdom erhoben. In den folgenden Jahren unternahm er gemeinsam mit seiner Ehefrau zahlreiche Auslandsreisen wie zum Beispiel nach Indien, Irak, Palästina, Türkei und Griechenland (Dezember 1924 bis April 1925), Malaya, Ceylon, Indien, Ägypten (September 1925 bis März 1926) und Ostafrika (Januar bis April 1927), Kenia, Tanganjika (Dezember 1927 bis März 1928) sowie Südafrika (August bis November 1932).
Am 8. Juli 1937 wurde Anderson Barlow zum Vorsitzenden der Royal Commission on the Distribution of the Industrial Population ernannt, die nach ihm auch Barlow Commission genannt wurde. Diese sollte die Ursachen der bestehenden Verteilung der Industriebevölkerung, zukünftige Trends und die sozialen, wirtschaftlichen und strategischen Nachteile der Konzentration untersuchen und Abhilfemaßnahmen vorschlagen. Der 1940 vorgelegte Bericht der Kommission empfahl die Dezentralisierung der Industrie aus überlasteten Gebieten und wies darauf hin, dass die Probleme von nationaler Dringlichkeit seien, und schlug eine zentrale nationale Behörde vor, eine Behörde für Industriestandorte, die dem Handelsministerium (Board of Trade) unterstellt ist. Der Sekretär der Kommission war ein Beamter des Finanzministeriums, während der stellvertretende Sekretär aus dem Gesundheitsministerium stammte. Dem Gesundheitsministerium wurde zunächst die Verantwortung für die Prüfung und Umsetzung des Berichts übertragen. Im Mai 1940 wurde die Verantwortung für den Bericht auf das Handelsministerium übertragen, aber die Kriegsbedingungen verhinderten dessen Umsetzung.
1946 änderte er seinen Familiennamen durch eine einseitige Erklärung (Deed Poll) in Montague-Barlow. Da er ohne männliche Nachkommen verstarb, erlosch mit seinem Titel der Titel des Baronet.